# Xemissete
Xemissete' (em francês: Khémisset; em árabe: الخميسات) é uma cidade do centro-norte de Marrocos, capital da província homónima, que faz parte da região de Rabat-Salé-Kénitra. Em 2004 tinha  habitantes e estimava-se que em 2012 tivesse 118 546.
A cidade situa-se à beira do planalto central marroquino, a 85 km a leste de Rabat, 65 km a oeste de Meknès e 120 km a oeste de Fez (distâncias por estrada). É conhecida pelos seus tapetes berberes (Azzeta), pelos seus moussems (festas tradicionais) e pelas fantasias (espetáculos equestres), das quais o mais célebre é o da tribo dos Aït Yadiine, que reúne os melhores cavaleiros e cavalos da província, realizado em Moulay Abdelkader Jillalii.[a]
As principais atrações turísticas da região são, além dos moussems, dos tapetes, tanto em lão como em folha de palmeira e artesanato em lã e madeira esculpida, o soco (mercado) semanal que se realiza às terças-feiras, e o Lago Roumi (Dayer er Roumi), um local de grande beleza natural situado a 15 km da cidade.
A economia é baseada principalmente no comércio — a cidade é um centro comercial regional importante, — na agricultura, pecuária e artesanato. As principais produções agropecuárias são a criação de ovelhas, oliveiras, cortiça, cereais e citrinos.
Xemissete nasceu como uma pequena cidade comercial, fundada pelos franceses durante o Protetorado Francês de Marrocos, para encorajar a fixação dos berberes da confederação Zemmour que se encontravam dispersos na região, a qual constitui o seu território tradicional.
O principal clube de futebol da cidade, o Ittihad Zemmouri Khémisset (IZK),  joga na primeira divisão marroquina.

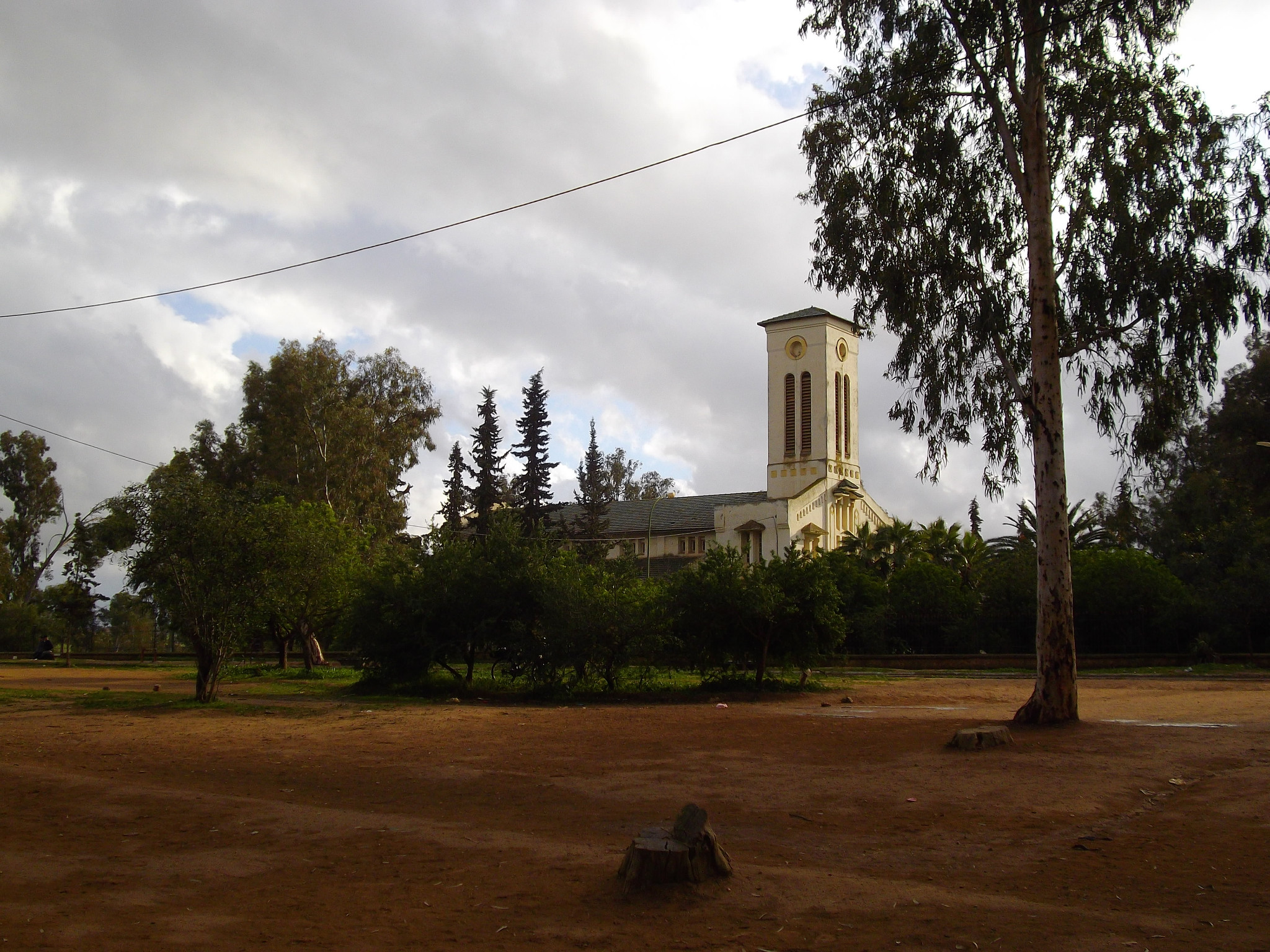
Xemissete, Marroco